# Monti Chėntėj
I monti Chėntėj (in russo Хэнтэй?) sono una catena montuosa della Siberia Orientale meridionale (Territorio della Transbajkalia) che fa parte dell'altopiano Chėntėj-Daur. Si trovano sulla riva destra del corso superiore del fiume Ingoda.
La catena montuosa inizia a sud, nel corso superiore dei fiumi Bolšaja Bureča (tributario del Čikoj) e Ingoda, quindi la sua linea assiale passa attraverso il monte Byryktyn-Jang (2 244 m) e l'Uluriijskij Golec (2 161 m) fino alla sorgente del fiume Bylyra, che separa i Chėntėj dai monti Stanovik. Gli speroni sud-occidentali li collegano alla catena dei monti Pereval'nyj, quelli meridionali ai monti Onon-Bal'džinskij.
La lunghezza della cresta è di circa 150 km, la larghezza massima di 55 km. Le altezze predominanti vanno dai 2 000 ai 2 200 m, il punto più alto è il monte Golec Sochondo (2 500 m) che si trova al centro della riserva naturale omonima (Сохондинский биосферный заповедник). 
La dorsale è composta da rocce prevalentemente di età tardo paleozoica. Nel sud-ovest si sono sviluppate in strati sedimentari carboniferi, nella parte nord-orientale prevalentemente graniti e granodioriti del Giurassico. La formazione della cresta iniziò nel Giurassico medio. Il rilievo è dominato da altopiani con un forte grado di dissezione orizzontale e verticale, completato da numerose faglie. "Fiumi di pietre" (kurum) e affioramenti rocciosi sono comuni. In alcuni luoghi si sono conservate tracce delle glaciazioni pleistoceniche. I tipi di paesaggio predominanti sono la taiga montana, la foresta prealpina e i gol'cy.